# Taul Bradford
Taul Bradford (* 20. Januar 1835 in Talladega, Talladega County, Alabama; † 28. Oktober 1883 ebenda) war ein US-amerikanischer Rechtsanwalt und Politiker (Demokratische Partei).

## Werdegang
Taul Bradford besuchte die hiesige Schule. Dann graduierte er 1854 an der University of Alabama in Tuscaloosa. Er studierte Jura, bekam 1855 seine Zulassung als Anwalt und fing dann in Talladega an zu praktizieren. Während des Amerikanischen Bürgerkrieges diente er in der Konföderiertenarmee. Dort bekleidete er zuerst den Dienstgrad eines Majors im 10. Regiment, Alabama Infanterie und danach eines Lieutenant Colonels im 30. Regiment, Alabama Infanterie.
Bradford verfolgte ebenfalls eine politische Laufbahn. Er war in den Jahren 1871 und 1872 Mitglied im Repräsentantenhaus von Alabama. Dann wurde er in den 44. US-Kongress gewählt, wo er vom 4. März 1875 bis zum 3. März 1877 tätig war. Er entschied sich 1876 nicht zu Wiederwahl anzutreten. Danach nahm er wieder seine Anwaltstätigkeit in Talladega auf, die er bis zu seinem Tod nachging. Er wurde dort auf dem Oak Hill Cemetery beigesetzt.